# Mariana Karr
María Elena Coppola González (Buenos Aires, Argentina, 25 de maio de 1940 - 31 de julho de 2016) foi uma atriz mexicana, nascida na argentina.

## Telenovelas
- 2015-2016 - La vecina - Luz "Lucita" Requena vda. de Legarreta
- 2013-2014 - Qué pobres tan ricos - Condessa Coralina de Larrea
- 2012-2013 - La mujer del vendaval - Conchita Pimentel
- 2011-2012 - Amorcito corazón - Beatificación "Beba" Solís
- 2010 - Zacatillo, un lugar en tu corazón - Rosa Echevarría vda. de Pérez-Cotapo
- 2008-2009 - Juro que te amo - Fausta Zuluaga
- 2008 - Querida enemiga - Embaixadora da Nova Zelândia
- 2007-2008 - Pasión - Sofía Mendoza de Mancera y Ruiz
- 2005-2006 - Alborada - Isabel Manrique de Leiva
- 2005 - La madrastra - Carcereira
- 2003 - Clap...El lugar de tus sueños - Alenka
- 2003 - Bajo la misma piel - Alina Calderón de Ruiz
- 2002 - Así son ellas - Emilia
- 2001-2002 - El juego de la vida - Victoria "Vicky" de Vidal
- 2001 - Maria Belén - Lolita
- 2000 - Mi destino eres tú' - Irene
- 1998 - Soñadoras - Nancy Araújo de González
- 1997 - El secreto de Alejandra
- 1996 - Bendita mentira - Mariana
- 1995-1996 - Lazos de amor - Susana Ferreira
- 1995 - La dueña - Julieta Rentería
- 1992 - Corazones de fuego - Amanda de Martino
- 1991 - Alta comedia
- 1991 - Es tuya... Juan - Mercedes
- 1988-1989 - El mago
- 1987 - Como la hiedra - Dafne Santarém
- 1987 - Quiero morir mañana - María Eugenia Santarém
- 1987 - Vínculos - Claudia
- 1986 - Cuando vuelvas a mí
- 1986 - Venganza de mujer - Mariana Elizalde
- 1985 - Sucedió en el internado - Adriana Casares
- 1984 - Tramposa - Mariangel
- 1983 - Compromiso - Carolina
- 1982 - Nosotros y los miedos - Cibele
- 1982 - La búsqueda - Ninel
- 1982 - Rebelde y solitario
- 1981 - Las 24 horas
- 1980 - ¡Qué linda es mi familia! - Paloma
- 1980 - Llena de amor - Ela mesma
- 1980 - Un ángel en la ciudad - Azucena
- 1979 - Andrea Celeste - Elena
- 1979 - Propiedad horizontal - Florencia
- 1979 - Profesión, ama de casa - Betina
- 1978 - Un mundo de veinte asientos
- 1977 - Tiempo de vivir
- 1976 - El amor tiene cara de mujer - Leticia
- 1975 - Alguien por quien vivir - Jezebel
- 1974 - Teatro de humor - Pilar
- 1974 - La casa, el teatro y usted - Luna
- 1973 - Lo mejor de nuestra vida - Perola
- 1969 - La cruz de Marisa Cruces - Maribel
- 1968 - Rafael Heredia: El gitano - Elena "Elenita"